# Revolta dos xiitas no Iraque em 1979–1980
Revolta dos xiitas no Iraque em 1979–1980, também conhecida como a Primeira Revolta de Sadr, ocorreu após a Revolução Islâmica (1978-1979) no vizinho Irã, quando os clérigos xiitas iraquianos prometeram derrubar o Iraque Baathista, dominado por muçulmanos sunitas - especificamente a família Saddam Hussein. Saddam e os seus adjuntos acreditavam que os distúrbios tinham sido inspirado pela Revolução Iraniana e instigados pelo governo do Irã. Os tumultos eclodiram em maio de 1979 e se intensificaram em junho - levando a milhares de torturados e mortos em Najaf. A revolta abrandou com a detenção em abril de 1980 do líder dos xiitas iraquianos Muhammad Baqir al-Sadr e sua posterior execução.

## História
As obras de Al-Sadr atraíram a ira do Partido Baath, levando a repetidos aprisionamentos, onde ele era frequentemente torturado. Apesar disso, continuava com o seu trabalho após ser libertado. Quando os baathistas prenderam o aiatolá Al-Sadr em 1977, sua irmã Amina Sadr bint al-Huda fez um discurso na Mesquita de Imam Ali em Najaf, convidando o povo a se manifestar. Muitas manifestações foram realizadas, forçando os baathistas a libertar Al-Sadr, que foi colocado em prisão domiciliar.
Entre 1979 e 1980, ocorreram tumultos anti-baathistas nas áreas xiitas do Iraque por grupos que estavam trabalhando em direção a uma revolução islâmica em seu país. Saddam e seus oficiais acreditavam que os distúrbios haviam sido inspirados pela Revolução Iraniana e instigados pelo governo do Irã. Após a revolução no Irã, a comunidade xiita do Iraque convocou Mohammad Baqir al-Sadr para ser seu "Aiatolá Khomeini iraquiano", liderando uma revolta contra o regime baathista. Assim, líderes comunitários, chefes tribais e centenas de membros comuns do público prestaram sua lealdade a al-Sadr. Os protestos eclodiram em Bagdá e nas províncias predominantemente xiitas do sul em maio de 1979. Por nove dias, os protestos contra o regime se desenrolaram, mas foram reprimidos. A prisão do clérigo levou a outra onda de protestos em junho, após um influente e poderoso apelo da irmã de al-Sadr, Bint al-Huda. Mais confrontos ocorreram entre as forças de segurança e os manifestantes. Najaf foi sitiado e milhares foram torturados e executados.
Muhammad Baqir al-Sadr foi finalmente preso em 5 de abril de 1980 com sua irmã Sayedah Bint al-Huda. Ambos formaram um poderoso movimento militante em oposição ao regime de Saddam Hussein.
Em 9 de abril de 1980, Al-Sadr e sua irmã foram mortos após serem severamente torturados por seus captores baathistas. Os sinais de tortura podiam ser vistos nos corpos. Os baathistas estupraram Bint Houda na frente de seu irmão. Um prego de ferro foi martelado na cabeça de Al-Sadr e ele foi incendiado em Najaf. Foi relatado que o próprio Saddam os matou. Os baathistas entregaram os corpos de Baqir Al-Sadr e Bintul Huda a seu primo Sayyid Muhammad al-Sadr. Ambos foram enterrados no cemitério Wadi-us-Salaam, na cidade sagrada de Najaf, na mesma noite. Suas execuções não levantaram críticas dos países ocidentais visto que Al-Sadr havia apoiado abertamente o aiatolá Khomeini no Irã.